# Gaia lady
Gaia lady (ガイアレディー) es una película japonesa, del 8 de mayo de 2009, producida por Zen Pictures. Es una película del género tokusatsu, de acción y aventuras, con artes marciales, dirigido por Koji Kusumoto, y protagonizada por Izumi Suzunaka.
El idioma es en japonés, pero también está disponible con subtítulos en inglés, en DVD o descargable por internet.

## Argumento
Izumi Koushin es una heroína justiciera, que protege la paz en la tierra, pero ella normalmente trabaja secretamente como periodista.
El Dr. Matsudo se ha enfrentado a Gaia lady desde hace mucho tiempo. el Dr. Matsudo diseñó un malvado plan llamado "Plan de captura de la raza humana", pero este plan siempre ha sido interferido por Gaia lady para que no tuviera éxito, pero ahora, el Dr. Matsudo ha encontrado una debilidad en Gaia lady. Se trata de la luz del cristal "Greept" que debilita sus fuerzas. También ha creado una mujer monstruo llamada Gordon lady para que logre derrotar a Gaia lady con ayuda del cristal "Greept".